# Dicastério para os Bispos
Dicastério para os Bispos (Dicasterium pro Episcopis) é um organismo da Cúria Romana, ocupa-se das questões referentes à constituição e à provisão das dioceses, prelazias territoriais e pessoais, ordinariatos militares e outras formas de igrejas particulares locais; acompanha a nomeação dos bispos e o exercício de suas atividades episcopais na Igreja Latina; programa e acompanha as visitas ad Limina; cuida ainda das celebrações de concílios particulares, assim como da constituição das conferências episcopais.
Com a promulgação da Constituição apostólica Prædicate Evangelium, deixa de se chamar Congregação para os Bispos e passa a adotar o nome atual.
Está sediada no Palazzo delle Congregazioni, na Piazza Pio XII, em Roma.

## Prefeitos
|           | Nome                                   | Período    | Notas                |
| Prefeitos | Prefeitos                              | Prefeitos  | Prefeitos            |
| --------- | -------------------------------------- | ---------- | -------------------- |
| 8º        | Robert Francis Cardeal Prevost, O.S.A. | 2023- 2025 | Eleito Papa Leão XIV |
| 7º        | Marc Armand Cardeal Ouellet, P.S.S.    | 2010-2023  | Prefeito Emérito     |
| 6º        | Giovanni Battista Cardeal Re           | 2000-2010  | Prefeito Emérito     |
| 5º        | Lucas Cardeal Moreira Neves, O.P.      | 1998-2000  |                      |
| 4º        | Bernardin Cardeal Gantin               | 1984-1998  |                      |
| 3º        | Sebastiano Cardeal Baggio              | 1973-1984  |                      |
| 2º        | Carlo Cardeal Confalonieri             | 1966-1973  |                      |
| 1º        | Niccola Clarelli Cardeal Parracciani   | 1860-1863  |                      |